# Kamjanka (rejon odeski)
Kamjanka – wieś na Ukrainie, w obwodzie odeskim, w rejonie odeskim. W 2001 roku liczyła 1390 mieszkańców.